# Stenomesson chloranthum
Stenomesson chloranthum är en amaryllisväxtart som beskrevs av Alan W. Meerow och Van der Werff. Stenomesson chloranthum ingår i släktet Stenomesson och familjen amaryllisväxter.
Artens utbredningsområde är Peru. Inga underarter finns listade i Catalogue of Life.